# Теодосій Софонович
Теодо́сій Софоно́вич (Феодосій Сафонович; поч. XVII ст. — 1677) — письменник, історик, один із провідних українських церковних діячів XVII ст.

## Життєпис
Навчався у Київському колегіумі. Ігумен Михайлівського Золотоверхого монастиря у Києві (1655—1672), ректор Києво-Могилянського колегіуму.
Знав латинську, грецьку й польську мови. Був фактично місцеблюстителем  Київської митрополії, оскільки місцеблюститель  у 1657, 1659-1661 та 1669-1676 рр. чернігівський архієпископ Лазар Баранович перебував переважно в Чернігові.
Докладав значних зусиль, щоб зберегти незалежність Української православної церкви від Московського патріархату, дбав про поліпшення її матеріального становища, не забуваючи при цьому і про Київський Братський монастир та Києво-Могилянську Академію.
Автор видатного історичного твору «Хроніка з літописців стародавніх» (1672—1673), який став основою «Синопсису».
29 квітня 1670 надав гетьман Павло Тетеря «повновласть» на деякі свої маєтки матері Анастасії, Інокентію Ґізелю та Феодосію Софоновичу, чоловіку сестри Атанасія Піроцького.
Похований в Києво-Печерській лаврі.

## Видання
- Виклад о церкві — Київ, друкарня Лаври, 1667
- Виклад о церкві — Унів, 1670
- Феодосій (Софонович); ієромонах. Виклад о Церкві святій / Упоряд. о. Юрій Мицик. — К.: Вид. дім «КМ Академія», 2002. — 111 с. — (Пам'ятки укр. православної богословської думки XVII ст.). ISBN 966-518-129-7
- Софонович Феодосій. Хроніка з літописців стародавніх / АН України, Археограф, коміс., Ін-т укр. археографії, Ін-т історії України. Підготовка тексту до друку, передмова, комент. Ю. А. Мицика, В. М. Кравченка. — К.: Наукова думка, 1992. — 336 с. — (Пам'ятки укр. літописання). ISBN 5-12-002045-3